# The Coasters

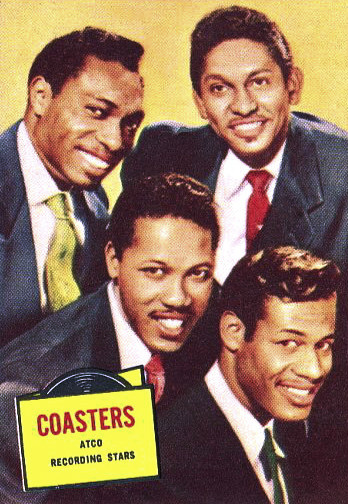
The Coasters in 1957

The Coasters is een Amerikaanse soul- en R&B-groep uit Los Angeles rond leadzanger Carl Gardner. Hun grootste populariteit hadden ze tussen 1957 en 1959. Ze zijn vooral bekend van de hit Yakety yak.

## Biografie
The Coasters werd opgericht door Carl Gardner (overleden d.d. 13 juni 2011) toen hij en Bobby Nunn in 1955 uit de band The Robins stapten. De groep werd aangevuld met Billy Guy, Leon Hughes en in 1956 met gitarist Adolph Jacobs. In deze samenstelling scoorden The Coasters hun eerste hits. Hun debuutsingle Down in Mexico bleef vrijwel onopgemerkt en de opvolger One kiss led to another werd een bescheiden hitje. Ze braken echter door met Young Blood en Searchin', een single met een dubbele A-kant. Beide nummers werden in de VS grote hits: Young Blood kwam tot #8 en  Searchin'  tot #3 in de Amerikaanse hitlijst. In de R&B-lijst van Billboard werden de nummers zelfs #1-hits. Alle liedjes van The Coasters werden geschreven door het duo Leiber & Stoller, die onder andere ook verantwoordelijk waren voor enkele succesvolle nummers van Elvis Presley en vele andere Rock 'n' Roll-artiesten. Na drie minder succesvolle singles (waaronder het hitje Idol with the golden head) verhuisden The Coasters in 1958 naar New York. Bobby Nunn en Leon Hughes bleven echter in Californië. Later startten zowel Nunn als Hughes afzonderlijk van elkaar een nieuwe band die ze respectievelijk The Coasters, Mark II en The Original Coasters noemden.
The Coasters werd aangevuld met Cornell Gunter en Will "Dub" Jones. Gunter kwam uit The Flairs, waarin hij samen met zijn zus Shirley zong en Jones was zanger bij The Cadets. In deze samenstelling scoorden The Coasters hun grootste hits. Yakety yak, Charlie Brown, Along came Jones en Poison Ivy haalden allemaal de top 10 in Amerika. In de R&B-lijst werden Yakety yak en Poison Ivy zelfs #1-hits en ook in de top 100 stond Yakety yak één week op #1. In Nederland en Vlaanderen raakten The Coasters niet echt populair: alleen Yakety yak respectievelijk Charlie Brown werden daar een hit. Op beide nummers is een grote rol weggelegd voor saxofonist King Curtis. Na Yakety yak werd gitarist Adolph Jacobs vervangen door Albert "Sonny" Forriest.
Vanaf 1960 nam ook in hun eigen land het hitparadesucces af. Liedjes als Bésame mucho, Wake me, shake me en Shoppin' for clothes werden bescheiden hitjes. Nadat Wait a minute en Little Egypt (Ying-yang) het in 1961 wat beter deden, verliet Cornell Gunter de groep. Net als Bobby Nunn en Leon Hughes startte ook hij een tijd later zijn eigen Coasters: The Fabolous Coasters. Gunter werd vervangen door Earl "Speedoo" Carroll, voormalig zanger van The Cadillacs. Ook de gitarist Forriest werd vervangen, en wel door Thomas "Curley" Palmer. Met Carroll en Palmer scoorde de groep zijn laatste twee hitjes: T'ain't nothin' to me in 1964 en Love potion no. 9 in 1971, maar dit laatste nummer was een heruitgave van een nummer dat in 1968 al werd opgenomen. Tegen die tijd had de samenstelling van de groep weer enige veranderingen ondergaan. In 1968 werd Will "Dub" Jones vervangen door Ronnie Bright en de groep werd aangevuld met Jimmy Norman, omdat Billy Guy veel bezig was met soloprojecten. Guy bleef in die tijd echter wel betrokken bij de groep. Pas in 1973 werd de plaats van Guy volledig overgenomen door Norman. Gedurende de jaren 70 nam de groep een aantal oude hits opnieuw op en werden een paar nieuwe nummers geschreven. Zo nu en dan trad de groep nog op in het revivalcircuit.
In 1979 verliet Earl "Speedoo" Carroll de groep vanwege een reünie van The Cadillacs. De groep ging daarna jarenlang als kwartet verder. Op 5 november 1986 overleed ex-lid Bobby Nunn in Los Angeles aan een hartaanval. Een jaar later werden The Coasters opgenomen in de Rock and Roll Hall of Fame. Aangezien Carl Gardner op dat moment nog het enige originele lid was van The Coasters, werden de namen van Carl Gardner, Billy Guy, Will "Dub" Jones en Cornell Gunter opgenomen. Op 26 februari 1990 werd Gunter in Las Vegas, Nevada vermoord. Terwijl hij in zijn auto zat, werd hij beschoten door een onbekende dader. Hij werd twee keer in zijn hoofd geraakt. Hij probeerde nog te vluchten, maar door de ernstige verwondingen reed hij tegen een muur.
In 1997 werd de groep aangevuld met Alvin Morse en een paar maanden later werd Jimmy Palmer vervangen door Carl "Mickey" Gardner, de zoon van Carl Gardner, die dan samen met zijn vader in The Coasters zingt. Carl Gardner junior verliet de groep weer in 2001 en werd vervangen door Joe Lance Williams. In 2004 keerde hij echter weer terug bij groep en in 2005 verving hij zijn vader als leadzanger. Gardner senior bleef echter wel betrokken bij de groep. Hij overleed in 2011.
Albert "Sonny" Forriest overleed op 68-jarige leeftijd in Capital Heights, Maryland. Will "Dub" Jones overleed op 16 januari 2000 op 71-jarige leeftijd in Long Beach, Californië, aan diabetes. Billy Guy overleed op 5 november 2002 op 66-jarige leeftijd in Las Vegas, Nevada in zijn slaap.

## Bezetting
De voornaamste leden van The Coasters waren:
- Carl Gardner (1955-2011)
- Bobby Nunn (1955-1957)
- Billy Guy (1955-1973)
- Leon Hughes (1955-1957)
- Adolph Jacobs (1956-1958)
- Cornell Gunter (1958-1961)
- Will "Dub" Jones (1958-1968)
- Earl "Speedo" Carroll (1961-1979)
- Thomas "Curley" Palmer (1962-heden)

## Discografie

### Singles
| Single met hitnotering(en) in oude hitlijsten | Datum van verschijnen | Datum van binnenkomst | Hoogste positie | Aantal maanden | Opmerkingen | Bron                 |
| --------------------------------------------- | --------------------- | --------------------- | --------------- | -------------- | ----------- | -------------------- |
| Yakety yak                                    |                       | nov 1958              | 12              | 2M             |             | Muziek Expres Top 15 |

| Single met hitnotering(en) in de Vlaamse Ultratop 50 | Datum van verschijnen | Datum van binnenkomst | Hoogste positie | Aantal weken | Opmerkingen           |
| ---------------------------------------------------- | --------------------- | --------------------- | --------------- | ------------ | --------------------- |
| Charlie Brown                                        |                       | jun 1959              | 16              | 1M           | in de Juke Box Top 20 |

### NPO Radio 2 Top 2000
| Nummer met noteringen in de NPO Radio 2 Top 2000 | '99  | '00  |
| ------------------------------------------------ | ---- | ---- |
| Yakety yak                                       | 1967 | 1915 |

1. ↑  Een vetgedrukt getal geeft de hoogste notering aan.
2. ↑  Deze tabel is bijgewerkt tot en met de meest recente editie (2024).

## Trivia
- Henri Salvador's lied "Zorro est Arrivé" is een cover van "Along Came Jones" door The Coasters.